# Allan Jeanne-Rose
Allan Jeanne-Rose, né le 18 février 2000 à Saint-Joseph, est un joueur professionnel français de basket-ball évoluant au poste d'ailier. Il joue actuellement pour l’Alliance Sport Alsace (ASA) en Pro B.

## Biographie
Allan Jeanne-Rose est un joueur de basket-ball français né le 18 février 2000 à Saint-Joseph, sur l’île de la Martinique. D’origine martiniquaise, il grandit dans un environnement sportif et commence très tôt à pratiquer le basket. Son parcours atypique l’amène à traverser l’Atlantique pour poursuivre ses études et sa carrière sportive aux États-Unis. Il y progresse d’année en année, notamment dans le championnat universitaire américain NCAA, avant de revenir en France pour démarrer sa carrière professionnelle.

### Formation et débuts
Après avoir quitté la Martinique, Allan Jeanne-Rose rejoint les États-Unis et effectue une partie de sa formation à Tallahassee, en Floride, au sein de James Rickards High School. Il est ensuite recruté par l’université de Fairfield, avec laquelle il joue plusieurs saisons en NCAA Division I. Il développe son jeu en attaque comme en défense, mais c’est lors de sa dernière année universitaire, après un transfert à Central Connecticut State University (CCSU), qu’il se révèle pleinement. Il termine la saison 2023-2024 avec des statistiques solides, ce qui lui vaut une sélection dans la First Team de la Northeast Conference et dans la Second Team du district 15 de la NABC,.

### Carrière professionnelle
Non retenu lors de la draft NBA 2024, Allan Jeanne-Rose choisit de revenir en France pour lancer sa carrière professionnelle. En juin 2024, il signe avec l’Alliance Sport Alsace, formation évoluant en Pro B. Dès ses premiers matchs, il montre des qualités de percussion, de rigueur défensive et une capacité d’adaptation aux exigences du niveau professionnel. Avec sa polyvalence, il parvient à s’intégrer dans la rotation de l’effectif et à gagner la confiance du staff technique. Son profil complet et ses performances prometteuses attirent l’attention du public et des observateurs de Pro B.

## Style de jeu
Allan Jeanne-Rose est un ailier de grande taille (2,01 m) capable d’évoluer sur plusieurs postes grâce à sa polyvalence. À l’aise ballon en main, il est particulièrement efficace en transition, en un contre un et dans les situations de tir extérieur, où il affiche de bons pourcentages à trois points. Sa solidité physique et son sens du placement en défense en font un joueur précieux des deux côtés du terrain. Doté d’une bonne lecture du jeu, il est également capable de créer pour ses coéquipiers. Son style moderne, à la croisée de l’ailier et de l’ailier-fort mobile, s’intègre parfaitement dans le jeu rapide de l’ASA.

## Statistiques
Lors de la saison 2024-2025 avec l'ASA en Pro B, Jeanne-Rose affiche les moyennes suivantes :
- 6,7 points
- 2,1 rebonds
- 1,1 passe décisive
- 50,6 % de réussite aux tirs
- 36,5 % à trois points
- 65,5 % aux lancers francs[1].

## Palmarès
- Sélectionné dans la First Team de la Northeast Conference (2024)
- Sélectionné dans la Second Team du district 15 de la NABC (2024)

## Clubs
- 2019–2023 : Fairfield University (NCAA)
- 2023–2024 : Central Connecticut State University (NCAA)
- 2024– : Alliance Sport Alsace (Pro B)